# Ancipitis
Ancipitis (лат.) — род жуков-короедов из трибы Xyleborini (Scolytinae, Curculionidae).

## Распространение
Встречаются в лесных регионах Азии и Меланезии.

## Описание
Мелкие жуки-короеды, величина которых колеблется в пределах нескольких миллиметров (от 1,9 мм до 5,4 мм). Тело обычно вытянутое, в 2,08-2,73 раза длиннее своей ширины. Ancipitis отличается следующими признаками: плоским субментумом, который сливается со щеками и имеет форму отдельного большого треугольника; надкрылья очень длинные, уплощённые, плавно спускающиеся, расширенные с боков и удлиненные на вершине; декливитальная поверхность (тачка) выглядит несколько вдавленным ниже заднебокового ребра и покрыто волосковидными щетинками; переднеспинка расширена спереди, выглядит конической, без зазубрин на переднем крае; булава усиков уплощенная с тремя заметными швами на задней поверхности лица; скапус длинный и тонкий; передние голени тонкие, на всех голенях большие зубчики; прококсы высокие, длиннее базальной ширины; щитик плоский, на одном уровне с надкрыльями; прококсы узко разделены; микангиальные пучки отсутствуют; надкрылья неколючие.
Усики коленчатые с ясно отграниченной крупной булавой и скапусом, тонкими лапками. Самки имеют округлую, дорсовентрально уплощенную булаву усиков, дугообразные и уплощенные голени средних и задних ног, вооруженные несколькими зубчиками, переднеспинка сильно выпуклая антеродорсально, на переднем скате вооружена неровностями. Характерна гаплодиплоидия и облигатный симбиоз питания с грибами-ксилофагами («грибное садоводство»).
Построенные представителями этого рода в древесине галереи состоят из разветвленных туннелей без выводковых камер. Между корой и заболонью также могут быть поверхностные галереи.

## Классификация
Род впервые был выделен в 2013 году на основании типового вида Xyleborus puer Eggers, 1923. Включён в состав трибы Xyleborini (Scolytinae, Curculionidae), где наиболее близок к родам Diuncus и Leptoxyleborus.
- Ancipitis puer (Eggers, 1923)
- Ancipitis punctatissimus (Eichhoff, 1880)